# Cộng hòa Babin

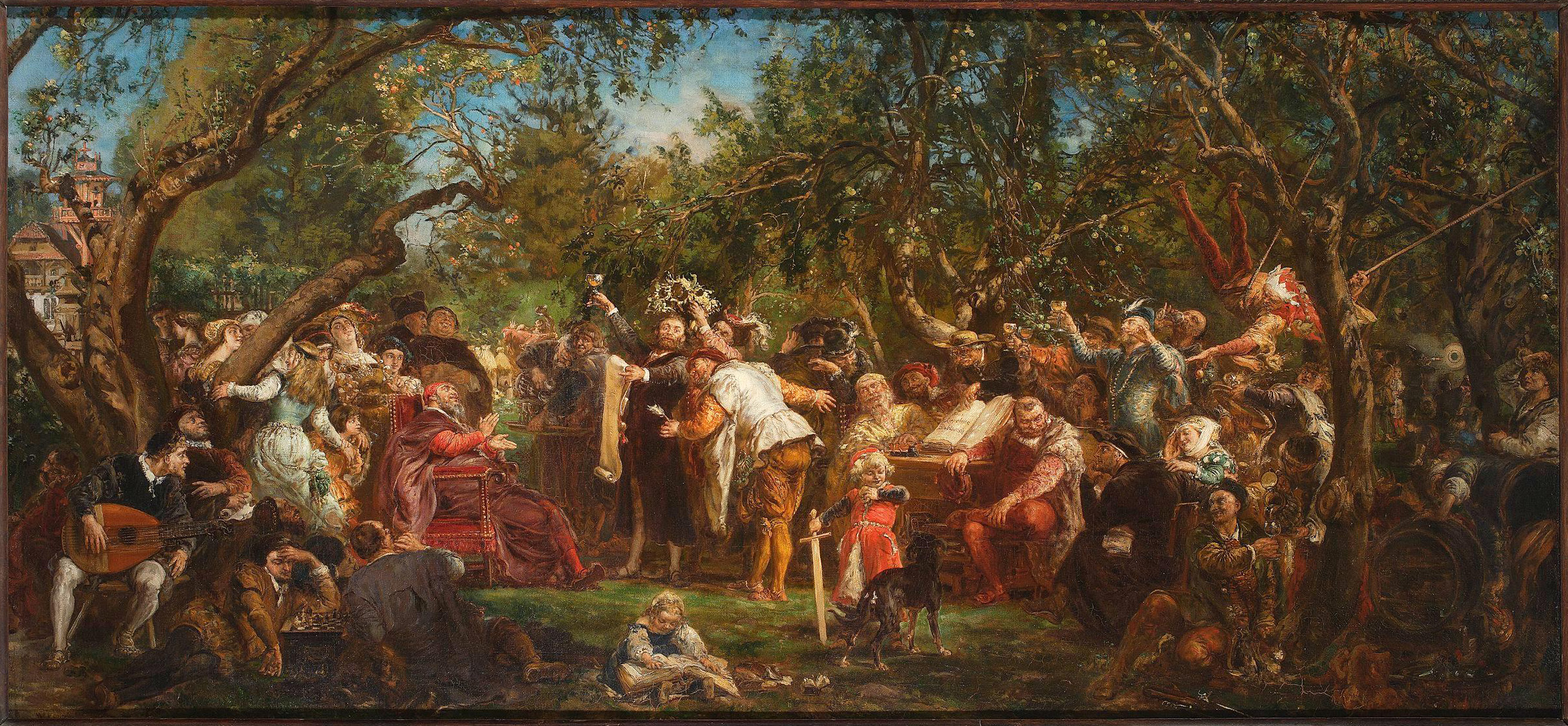
Cộng hòa Babin của Jan Matejko

Cộng hòa Babin (tiếng Ba Lan: Rzeczpospono Babińska), là một xã hội văn học và lễ hội trào phúng, được thành lập năm 1568 tại Babin, hạt Lublin, Ba Lan bởi Stanisław Pszonka và Piotr Kaszowski. Phương châm Latin của nó là: Omni Homo Mendax ("Mỗi người là một kẻ nói dối").
Cộng hòa Babin được thành lập như một sự bắt chước lại của một nhà nước cộng hòa. Cuối cùng, Cộng hòa ban tặng những "huân chương" và "danh hiệu" mỉa mai cho những người tự xấu hổ trước công chúng do một số lỗi hoặc sự điên rồ, và cho những người kể những câu chuyện vô lý. Những người có kỹ năng nói kém được tuyên bố là "Người phát ngôn của Cộng hòa", những người buôn chuyện đã trở thành thành viên của "Hội đồng bí mật", những người có uy tín được tuyên bố là "Những người biện hộ cho hòa bình", những người phóng đại việc khai thác săn bắn của họ được tạo thành "Bậc thầy săn bắn", Vân vân. Tất cả các đề cử đã được đưa vào Sổ đăng ký tưởng niệm các quan chức Babin. Có tổng số 411 tài khoản trong sổ đăng ký. Một số câu chuyện huyền ảo cho thấy ảnh hưởng của Rabelais và Boccaccio. Đây là một tổ chức trong đời sống văn hóa ở Ba Lan thời hậu Phục hưng và tồn tại đến năm 1677. Cộng hòa Babin đã sinh ra một vài biểu cảm hài hước trong tiếng Ba Lan thời bấy giờ, như rycerz z Babina ("một hiệp sĩ Babin"), có nghĩa là "kẻ hèn nhát", hay wiesci z Babina ("tin tức từ Babin"), có nghĩa là "tin đồn sai lệch".